# Troféu Oscar Vieira
O Troféu Oscar Vieira é um torneio amistoso de basquetebol organizado anualmente pela Liga Sorocabana de Basquete como preparação para a temporada do Novo Basquete Brasil. A competição é disputada no Ginásio Municipal Dr. Gualberto Moreira, em Sorocaba, SP. 
O nome do torneio é uma homenagem a Oscar Vieira, um dos fundadores e atual mantenedor do Colégio Objetivo de Sorocaba, parceiro da LSB. Além do troféu, também há a premiação ao Jogador Mais Valioso (MVP) da partida. Sua primeira edição foi disputada em 2011.

## 2011

### Liga Sorocabana de Basquete 75 x 84 UniCeub/BRB/Brasília
O primeiro Troféu Oscar Vieira contou com a presença do então bicampeão do NBB, UniCeub/BRB/Brasília. A equipe visitante venceu o jogo disputado em 11 de novembro de 2011, mas o norte-americano Kenny Dawkins, do clube sorocabano, foi eleito o MVP da partida.
Antes do jogo, os atletas de Brasília Alex Garcia, Nezinho e Guilherme Giovannoni foram homenageados pela performance na Seleção Brasileira no torneio classificatório para os Jogos Olímpicos de 2012.